# Елизабет фон Хесен-Марбург
Елизабет фон Хесен-Марбург (на немски: Elisabeth von Hessen-Marburg; * май 1466, Марбург; † 7 или 17 януари 1523, Кьолн) от Дом Хесен, е ландграфиня от Хесен-Марбург и чрез женитба графиня на Холщайн-Шаумбург.

## Произход
Тя е дъщеря на ландграф Хайнрих III Хесен-Марбург „Богатия“ (1440 – 1483) и съпругата му Анна от Катценелнбоген (1443 – 1494), дъщеря на граф Филип I.

## Фамилия
Елизабет се омъжва на 11 февруари 1481 г. за граф Йохан V фон Насау (1455 – 1516). Те имат шест деца:
- Хайнрих III (1483 – 1538), наследник на Насау-Бреда
- Йохан (1484 – 1504), граф на Насау-Вианден-Диц
- Ернст (1486 – 1486)
- Вилхелм Богатия (1487 – 1559), наследник на Диленбург, баща на Вилхелм Орански
- Елизабет (1488 – 1559), ∞ граф Йохан III фон Вид († 1533)
- Мария (1491 – 1547), ∞ 1506 г. граф Йобст I фон Шаумбург (1483 – 1531)